# إيروتيكنيكا

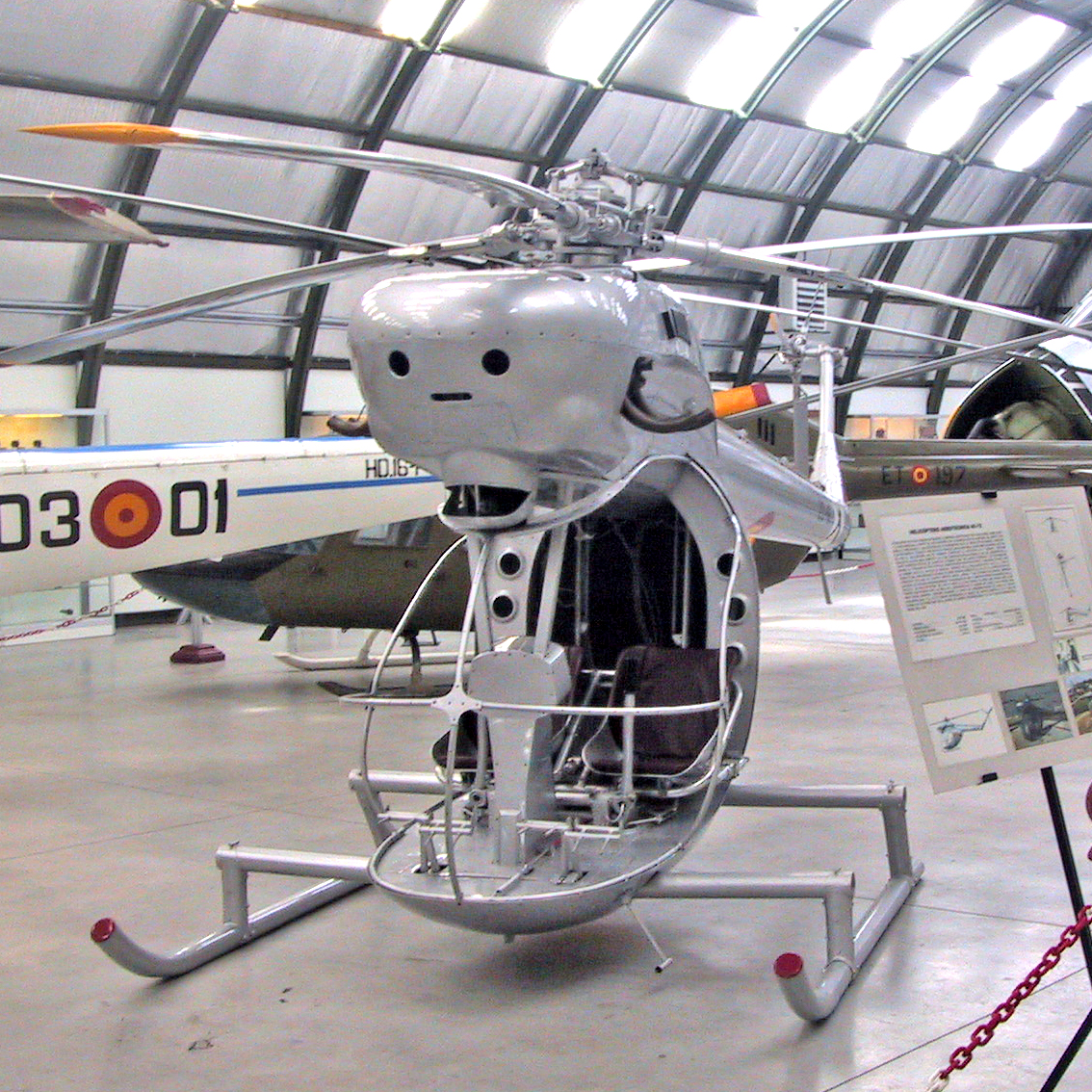

إيروتيكنيكا (بالإنجليزية: Aerotécnica)‏ كانت شركة إسبانية لإنتاج وصناعة الطائرات، أنشئت في مدريد في عام 1954 لتطوير الهليكوبتر التي صممها جان كانتينياو. توقفت الشركة تجاري في عام 1962، بعد أن صنعت أعداد قليلة من طائراتإيروتيكنيكا إيه سي-12 وإيه سي-14.

## طائرات
- إيروتيكنيكا إيه سي-11
- إيروتيكنيكا إيه سي-12
- إيروتيكنيكا إيه سي-13
- إيروتيكنيكا إيه سي-14
- إيروتيكنيكا إيه سي-21